# Meitetsu Mikawa-Linie
| Triebzug der Baureihe 6000 bei Hekinan |                                                            |                                   |                                   |
| Streckenlänge: | 39,8 km                                                    |                                   |                                   |
| Spurweite: | 1067 mm (Kapspur)                                          |                                   |                                   |
| Stromsystem: | 1500 V =                                                   |                                   |                                   |
| Streckengeschwindigkeit: | 100 km/h                                                   |                                   |                                   |
| Zweigleisigkeit: | Chiryū – Shigehara Kariya – Kariyashi Umetsubo – Toyotashi |                                   |                                   |
| |                                                            |                                   |                                   |
| Gesellschaft: | Meitetsu (Nagoya Tetsudō)                                  |                                   |                                   |
| \| \| \| ↑ unvollendete Strecke nach Asuke \| \| \| \| −8,6 \| Nishi-Nakagane (西中金) \| 1928–2004 \| \| \| \| Rikiishi-Tunnel (40 m) \| \| \| \| \| Hirose-Tunnel (241 m) \| \| \| \| −6,8 \| Mikawa Hirose (三河広瀬) \| 1927–2004 \| \| \| \| Yahagi-gawa \| \| \| \| \| Tōkai-Kanjō-Autobahn \| \| \| \| −4,5 \| Shidare (枝下) \| 1927–2004 \| \| \| \| Mifune-gawa \| \| \| \| −1,5 \| Mikawa Mifune (三河御船) \| 1927–2004 \| \| \| \| \| \| \| \| \| Depot Sanage \| \| \| \| 0,0 \| Sanage (猿投) \| 1924– \| \| \| 1,1 \| Hiratobashi (平戸橋) \| 1924– \| \| \| 2,2 \| Koshido (越戸) \| 1922– \| \| \| \| Kago-gawa \| \| \| \| \| ← Aichi-Ringlinie \| 1978– \| \| \| \| ← Meitetsu Toyota-Linie \| 1979– \| \| \| 4,2 \| Umetsubo (梅坪) \| 1923– \| \| \| 5,6 \| Toyotashi (豊田市) \| 1920– \| \| \| 7,4 \| Uwa Goromo (上挙母) \| 1920– \| \| \| \| → Meitetsu Koromo-Linie \| 1929–2002 \| \| \| \| → Aichi-Ringlinie \| 1988– \| \| \| 10,2 \| Tsuchihashi (土橋) \| 1920– \| \| \| \| Tōmei-Autobahn \| \| \| \| 12,8 \| Takemura (竹村) \| 1920– \| \| \| 15,1 \| Wakabayashi (若林) \| 1920– \| \| \| \| Aizuma-ogawa \| \| \| \| \| Isewangan-Autobahn \| \| \| \| 17,5 \| Mikawa Yatsuhashi \| Mikawa Yatsuhashi \| \| \| \| (三河八橋) \| 1920– \| \| \| \| \| \| \| \| \| ↔ Meitetsu Nagoya-Hauptlinie \| 1923– \| \| \| \| Higashi-Chiryū (東知立) \| 1923–1968 \| \| \| 20,5 \| Mikawa Chiryū (三河知立) \| 1915– \| \| \| \| \| \| \| \| 21,3 \| Chiryū (知立) \| 1959– \| \| \| \| ↔ Tōkaidō-Shinkansen \| 1964– \| \| \| 23,5 \| Shigehara (重原) \| 1923– \| \| \| \| ↔ Tōkaidō-Hauptlinie \| 1888– \| \| \| 25,2 \| Kariya (刈谷) \| 1888– \| \| \| \| Kariya-shin’eki (刈谷新駅) \| –1927 \| \| \| \| Depot Kariya \| \| \| \| 26,8 \| Kariyashi (刈谷市) \| 1914– \| \| \| \| Sagarimatsu-gawa \| \| \| \| \| Sawatari-gawa \| \| \| \| 29,4 \| Ogakie (小垣江) \| 1914– \| \| \| 31,4 \| Yoshihama (吉浜) \| 1914– \| \| \| 33,3 \| Mikawa Takahama \| Mikawa Takahama \| \| \| \| (三河高浜) \| 1918– \| \| \| 34,3 \| Takahama-minato (高浜港) \| 1914– \| \| \| \| Takahama-gawa \| \| \| \| 36,1 \| Kita-Shinkawa (北新川) \| 1914– \| \| \| 37,1 0,0* \| Shinkawa-machi (新川町) \| 1914– \| \| \| – 0,6* \| Shinkawaguchi (新川口) \| –1955 \| \| \| \| Shin-kawa \| \| \| \| 38,2 \| Hekinan-chūō (碧南中央) \| 1915– \| \| \| 39,8 0,0* \| Hekinan (碧南) \| 1914– \| \| \| \| Hori-kawa \| \| \| \| – 0,4* \| Ōhamaguchi (大浜口) \| 1915–1946 \| \| \| \| Hori-kawa \| \| \| \| \| Ōhama-Hafenbahn \| 1935–1959 \| \| \| 40,5 \| Tamatsu-ura (玉津浦) \| 1926–2004 \| \| \| 41,4 \| Tanao (棚尾) \| 1926–2004 \| \| \| 42,1 \| Mikawa Asahi (三河旭) \| 1926–2004 \| \| \| \| Shijimi-gawa \| \| \| \| \| Yahagi-gawa \| \| \| \| 43,6 \| Nakabata (中畑) \| 1926–2004 \| \| \| 44,6 \| Mikawa Heisaka (三河平坂) \| 1926–2004 \| \| \| \| ↔ Heisaka-Zweiglinie \| 1914–1960 \| \| \| 46,7 \| Mikawa Kusu (三河楠) \| 1926–2004 \| \| \| \| Terazu-Viadukt \| \| \| \| 47,1 \| Terazu (寺津) \| 1926–1927 \| \| \| 47,2 \| Kita-Terazu (北寺津) \| 1927–1969 \| \| \| 48,7 \| Terazu (寺津) \| 1927–2004 \| \| \| \| Kitahama-gawa \| \| \| \| 50,0 \| Nishi-Ishiki (西一色) \| 1926–2004 \| \| \| \| Ichigo-gawa \| \| \| \| 51,5 \| Mikawa Ishiki (三河一色) \| 1926–2004 \| \| \| 53,5 \| Matsukijima (松木島) \| 1926–2004 \| \| \| \| Yahagi-furukawa \| \| \| \| 56,0 \| Mikawa Yoshida (三河吉田) \| 1928–1943 \| \| \| 56,2 \| Kira Yoshida (吉良吉田) \| 1943– \| \| \| \| → Meitetsu Nishio-Linie \| 1928– \| \| \| \| ↓ Meitetsu Gamagōri-Linie \| 1936– \| |                                                            |                                   |                                   |
| Strecke (außer Betrieb) |                                                            | ↑ unvollendete Strecke nach Asuke | ↑ unvollendete Strecke nach Asuke |
| Bahnhof (Strecke außer Betrieb) | −8,6                                                       | Nishi-Nakagane (西中金)           | 1928–2004                         |
| Tunnel (Strecke außer Betrieb) |                                                            | Rikiishi-Tunnel (40 m)            | Rikiishi-Tunnel (40 m)            |
| Tunnel (Strecke außer Betrieb) |                                                            | Hirose-Tunnel (241 m)             | Hirose-Tunnel (241 m)             |
| Haltepunkt / Haltestelle (Strecke außer Betrieb) | −6,8                                                       | Mikawa Hirose (三河広瀬)          | 1927–2004                         |
| Brücke über Wasserlauf (Strecke außer Betrieb) |                                                            | Yahagi-gawa                       | Yahagi-gawa                       |
| |                                                            | Tōkai-Kanjō-Autobahn              |                                   |
| Haltepunkt / Haltestelle (Strecke außer Betrieb) | −4,5                                                       | Shidare (枝下)                    | 1927–2004                         |
| Brücke über Wasserlauf (Strecke außer Betrieb) |                                                            | Mifune-gawa                       | Mifune-gawa                       |
| Haltepunkt / Haltestelle (Strecke außer Betrieb) | −1,5                                                       | Mikawa Mifune (三河御船)          | 1927–2004                         |
| |                                                            |                                   |                                   |
| |                                                            | Depot Sanage                      |                                   |
| Bahnhof · Betriebsstelle Streckenende | 0,0                                                        | Sanage (猿投)                     | 1924–                             |
| Haltepunkt / Haltestelle | 1,1                                                        | Hiratobashi (平戸橋)              | 1924–                             |
| Haltepunkt / Haltestelle | 2,2                                                        | Koshido (越戸)                    | 1922–                             |
| Brücke über Wasserlauf |                                                            | Kago-gawa                         | Kago-gawa                         |
| Strecke von rechts · Strecke |                                                            | ← Aichi-Ringlinie                 | 1978–                             |
| Kreuzung geradeaus unten · Abzweig geradeaus und von rechts |                                                            | ← Meitetsu Toyota-Linie           | 1979–                             |
| Bahnhof | 4,2                                                        | Umetsubo (梅坪)                   | 1923–                             |
| Bahnhof | 5,6                                                        | Toyotashi (豊田市)                | 1920–                             |
| Bahnhof | 7,4                                                        | Uwa Goromo (上挙母)               | 1920–                             |
| Abzweig geradeaus und ehemals nach links |                                                            | → Meitetsu Koromo-Linie           | 1929–2002                         |
| Strecke nach links · Kreuzung geradeaus unten |                                                            | → Aichi-Ringlinie                 | 1988–                             |
| Bahnhof | 10,2                                                       | Tsuchihashi (土橋)                | 1920–                             |
| |                                                            | Tōmei-Autobahn                    |                                   |
| Bahnhof | 12,8                                                       | Takemura (竹村)                   | 1920–                             |
| Bahnhof | 15,1                                                       | Wakabayashi (若林)                | 1920–                             |
| Brücke über Wasserlauf |                                                            | Aizuma-ogawa                      | Aizuma-ogawa                      |
| |                                                            | Isewangan-Autobahn                |                                   |
| Bahnhof | 17,5                                                       | Mikawa Yatsuhashi                 | Mikawa Yatsuhashi                 |
| Strecke |                                                            | (三河八橋)                        | 1920–                             |
| Brücke über Wasserlauf |                                                            |                                   |                                   |
| Abzweig geradeaus und ehemals von links · Abzweig ehemals quer und von links |                                                            | ↔ Meitetsu Nagoya-Hauptlinie      | 1923–                             |
| Strecke · ehemaliger Haltepunkt / Haltestelle |                                                            | Higashi-Chiryū (東知立)           | 1923–1968                         |
| Bahnhof · Strecke | 20,5                                                       | Mikawa Chiryū (三河知立)          | 1915–                             |
| Abzweig quer und von rechts · Kreuzung geradeaus unten · Strecke nach rechts |                                                            |                                   |                                   |
| Strecke nach links · Abzweig ehemals geradeaus, nach rechts und von rechts | 21,3                                                       | Chiryū (知立)                     | 1959–                             |
| Kreuzung geradeaus unten |                                                            | ↔ Tōkaidō-Shinkansen              | 1964–                             |
| Bahnhof | 23,5                                                       | Shigehara (重原)                  | 1923–                             |
| Strecke von links · Kreuzung geradeaus oben |                                                            | ↔ Tōkaidō-Hauptlinie              | 1888–                             |
| | 25,2                                                       | Kariya (刈谷)                     | 1888–                             |
| Strecke nach rechts · ehemaliger Haltepunkt / Haltestelle |                                                            | Kariya-shin’eki (刈谷新駅)        | –1927                             |
| Abzweig geradeaus und ehemals nach links · Betriebsstelle Streckenende und quer (Strecke außer Betrieb) |                                                            | Depot Kariya                      | Depot Kariya                      |
| Bahnhof | 26,8                                                       | Kariyashi (刈谷市)                | 1914–                             |
| Brücke über Wasserlauf |                                                            | Sagarimatsu-gawa                  | Sagarimatsu-gawa                  |
| Brücke über Wasserlauf |                                                            | Sawatari-gawa                     | Sawatari-gawa                     |
| Bahnhof | 29,4                                                       | Ogakie (小垣江)                   | 1914–                             |
| Haltepunkt / Haltestelle | 31,4                                                       | Yoshihama (吉浜)                  | 1914–                             |
| Bahnhof | 33,3                                                       | Mikawa Takahama                   | Mikawa Takahama                   |
| Strecke |                                                            | (三河高浜)                        | 1918–                             |
| Haltepunkt / Haltestelle | 34,3                                                       | Takahama-minato (高浜港)          | 1914–                             |
| Brücke über Wasserlauf |                                                            | Takahama-gawa                     | Takahama-gawa                     |
| Bahnhof | 36,1                                                       | Kita-Shinkawa (北新川)            | 1914–                             |
| Bahnhof | 37,1 0,0*                                                  | Shinkawa-machi (新川町)           | 1914–                             |
| Betriebsstelle Streckenanfang und quer (Strecke außer Betrieb) · Abzweig geradeaus und ehemals nach rechts | – 0,6*                                                     | Shinkawaguchi (新川口)            | –1955                             |
| Brücke über Wasserlauf |                                                            | Shin-kawa                         | Shin-kawa                         |
| Haltepunkt / Haltestelle | 38,2                                                       | Hekinan-chūō (碧南中央)           | 1915–                             |
| Kopfbahnhof Strecke ab hier außer Betrieb | 39,8 0,0*                                                  | Hekinan (碧南)                    | 1914–                             |
| Brücke über Wasserlauf (Strecke außer Betrieb) |                                                            | Hori-kawa                         | Hori-kawa                         |
| Betriebs-/Güterbahnhof Streckenanfang und quer (Strecke außer Betrieb) · Abzweig geradeaus und nach rechts (Strecke außer Betrieb) | – 0,4*                                                     | Ōhamaguchi (大浜口)               | 1915–1946                         |
| Brücke über Wasserlauf (Strecke außer Betrieb) |                                                            | Hori-kawa                         | Hori-kawa                         |
| Abzweig geradeaus und nach rechts (Strecke außer Betrieb) |                                                            | Ōhama-Hafenbahn                   | 1935–1959                         |
| Haltepunkt / Haltestelle (Strecke außer Betrieb) | 40,5                                                       | Tamatsu-ura (玉津浦)              | 1926–2004                         |
| Haltepunkt / Haltestelle (Strecke außer Betrieb) | 41,4                                                       | Tanao (棚尾)                      | 1926–2004                         |
| Haltepunkt / Haltestelle (Strecke außer Betrieb) | 42,1                                                       | Mikawa Asahi (三河旭)             | 1926–2004                         |
| Brücke über Wasserlauf (Strecke außer Betrieb) |                                                            | Shijimi-gawa                      | Shijimi-gawa                      |
| Brücke über Wasserlauf (Strecke außer Betrieb) |                                                            | Yahagi-gawa                       | Yahagi-gawa                       |
| Haltepunkt / Haltestelle (Strecke außer Betrieb) | 43,6                                                       | Nakabata (中畑)                   | 1926–2004                         |
| Bahnhof (Strecke außer Betrieb) | 44,6                                                       | Mikawa Heisaka (三河平坂)         | 1926–2004                         |
| Kreuzung geradeaus oben (Strecken außer Betrieb) |                                                            | ↔ Heisaka-Zweiglinie              | 1914–1960                         |
| Haltepunkt / Haltestelle (Strecke außer Betrieb) | 46,7                                                       | Mikawa Kusu (三河楠)              | 1926–2004                         |
| Brücke (Strecke außer Betrieb) |                                                            | Terazu-Viadukt                    | Terazu-Viadukt                    |
| Haltepunkt / Haltestelle (Strecke außer Betrieb) | 47,1                                                       | Terazu (寺津)                     | 1926–1927                         |
| Haltepunkt / Haltestelle (Strecke außer Betrieb) | 47,2                                                       | Kita-Terazu (北寺津)              | 1927–1969                         |
| Haltepunkt / Haltestelle (Strecke außer Betrieb) | 48,7                                                       | Terazu (寺津)                     | 1927–2004                         |
| Brücke über Wasserlauf (Strecke außer Betrieb) |                                                            | Kitahama-gawa                     | Kitahama-gawa                     |
| Haltepunkt / Haltestelle (Strecke außer Betrieb) | 50,0                                                       | Nishi-Ishiki (西一色)             | 1926–2004                         |
| Brücke über Wasserlauf (Strecke außer Betrieb) |                                                            | Ichigo-gawa                       | Ichigo-gawa                       |
| Haltepunkt / Haltestelle (Strecke außer Betrieb) | 51,5                                                       | Mikawa Ishiki (三河一色)          | 1926–2004                         |
| Haltepunkt / Haltestelle (Strecke außer Betrieb) | 53,5                                                       | Matsukijima (松木島)              | 1926–2004                         |
| Brücke über Wasserlauf (Strecke außer Betrieb) |                                                            | Yahagi-furukawa                   | Yahagi-furukawa                   |
| Haltepunkt / Haltestelle (Strecke außer Betrieb) | 56,0                                                       | Mikawa Yoshida (三河吉田)         | 1928–1943                         |
| | 56,2                                                       | Kira Yoshida (吉良吉田)           | 1943–                             |
| Abzweig geradeaus und von links |                                                            | → Meitetsu Nishio-Linie           | 1928–                             |
| Strecke |                                                            | ↓ Meitetsu Gamagōri-Linie         | 1936–                             |

Die Meitetsu Mikawa-Linie (jap. 名鉄三河線, Meitetsu Mikawa-sen) ist eine Eisenbahnstrecke auf der japanischen Insel Honshū, die von der Bahngesellschaft Meitetsu (Nagoya Tetsudō) betrieben wird. Östlich von Nagoya in der Präfektur Aichi verbindet sie in Nord-Süd-Richtung Toyota mit Hekinan. Hinzu kommt je ein stillgelegter Abschnitt an beiden Enden.

## Streckenbeschreibung
Die 39,8 km lange Strecke ist in Kapspur (1067 mm) verlegt und mit 1500 V Gleichspannung elektrifiziert. Insgesamt werden 23 Bahnhöfe bedient, die Höchstgeschwindigkeit beträgt 100 km/h. Aus betrieblichen Gründen wird sie im Bahnhof Chiryū in eine nördliche Sektion („Berglinie“) und eine südliche Sektion („Meerlinie“) geteilt, wobei es zwischen den beiden weder durchgehende Züge noch eine direkte Gleisverbindung gibt.
Nördlicher Ausgangspunkt ist der Bahnhof Sanage am Stadtrand von Toyota. Dort reicht das Streckengleise einige hundert Meter weiter, um mittels Spitzkehre eine Zufahrt zum benachbarten Depot zu verkehren. Die Strecke durchquert anschließend das Stadtgebiet von Toyota. An den Bahnhöfen Umetsuba und Toyotashi kann zu den Zügen der Meitetsu Toyota-Linie in Richtung Nagoya umgestiegen werden. Keine Gleisverbindung besteht hingegen mit der Aichi-Ringlinie, die im Abstand von etwa 200 bis 300 Metern parallel dazu verläuft und über eigene Bahnhöfe verfügt. Chiryū ist der Verknüpfungspunkt mit der Meitetsu Nagoya-Hauptlinie, dort endet die Nordsektion. Die ebenfalls dort beginnende Südsektion bedient unter anderem den Bahnhof Kariya, wo Anschluss an die Tōkaidō-Hauptlinie von JR Central besteht. Die Strecke verläuft entlang dem westlichen Rand der Mikawa-Küstenebene und endet im Bahnhof Hekinan.
Die Mikawa-Linie ist überwiegend eingleisig; mit zwei Streckengleisen ausgestattet sind drei relativ kurze Abschnitte. Diese liegen zwischen Chiryū und Shigehara, Kariya und Kariyashi sowie Umetsubo und Toyotashi. Um die Anzahl höhengleicher Bahnübergänge zu verringern, sind seit Ende der 1970er Jahre mehrere Abschnitte auf Viadukte verlegt worden, die eine Gesamtlänge von mehr als 16 Kilometern erreichen.
An die beiden Streckenenden schließen sich stillgelegte Abschnitte durch relativ dünn besiedelte Gebiete an, die 2004 stillgelegt wurden. Im Norden führte die Mikawa-Linie eins über Sanage hinaus durch das Yasaku-Tal nach Nishi-Nakagane. Ursprünglich hätte die Strecke weiter ostwärts bis nach Asuke führen sollen, doch der Abschnitt wurde nie vollendet. Am südlichen Ende verlief die Mikawa-Linie ab Hekinan in Richtung Osten und endete im Bahnhof Kira Yoshida, wo sie auf die Meitetsu Gamagōri-Linie traf; Teile dieses Abschnitts werden seither als Radweg genutzt.

## Zugangebot
Grundsätzlich wird die Meitetsu Mikawa-Linie in zwei Sektionen unterteilt, die am Bahnhof Chiryū betrieblich voneinander getrennt sind. Um von einer zur anderen Sektionen zu gelangen, muss dort zwingend umgestiegen werden. Beide Sektion werden von Chiryū aus ferngesteuert und von Zügen im Einmannbetrieb befahren. In früheren Jahren gab es etliche Eilzüge, die von der Meitetsu Nagoya-Hauptlinie her kommend zu einer der beiden Sektionen durchgebunden wurden. Doch ihre Zahl nahm im Laufe der Jahre ab und mittlerweile gibt es keine solche Direktverbindungen mehr. Auf der Nordsektion verkehren Lokalzüge im Viertelstundentakt von Chiryū über Toyotashi im Stadtzentrum von Toyota nach Sanage. Ebenfalls mit Lokalzügen im Viertelstundentakt bedient wird die Südsektion von Chiryū über Kariya nach Hekinan.

## Bilder

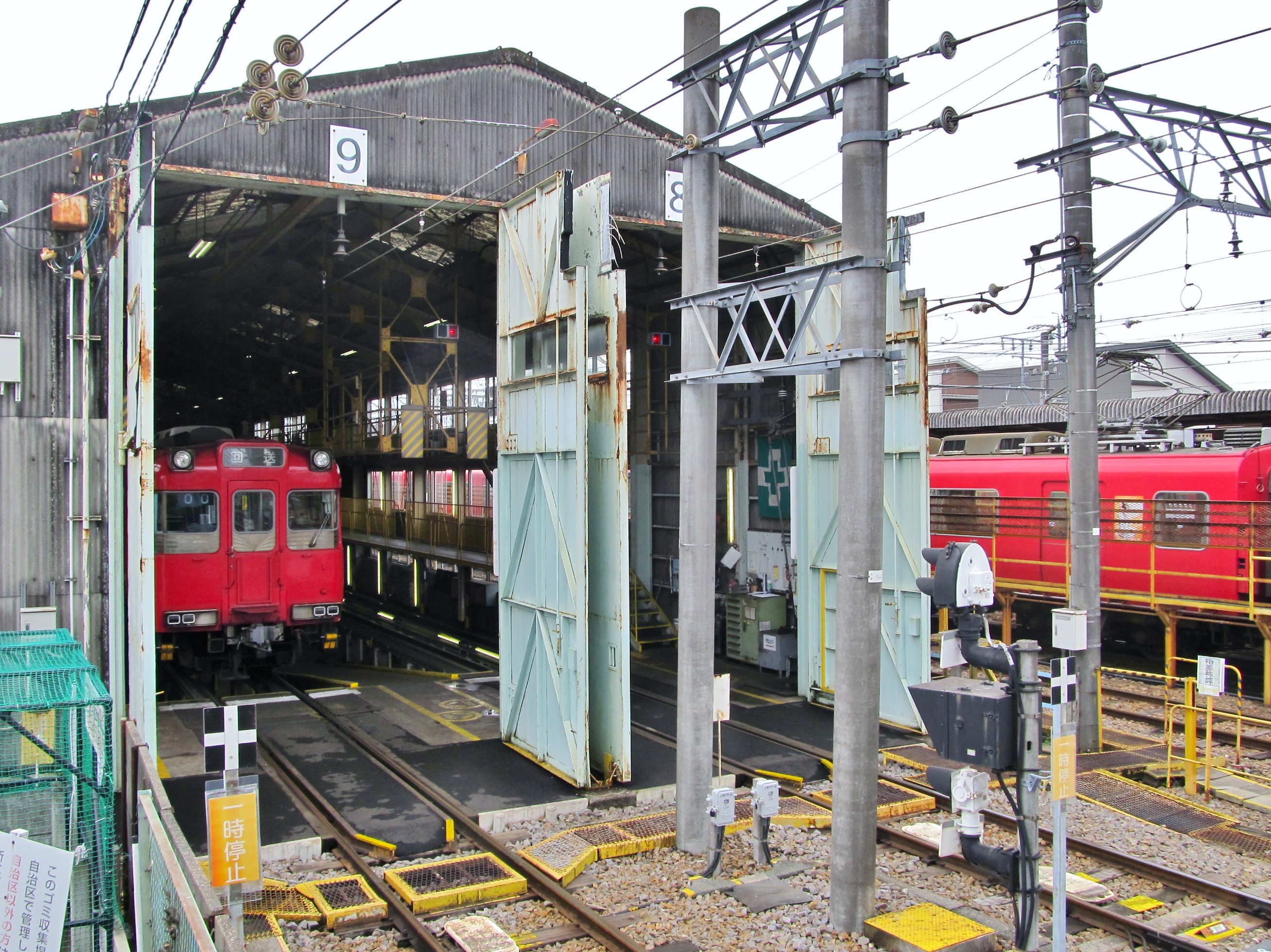
Depot Sanage
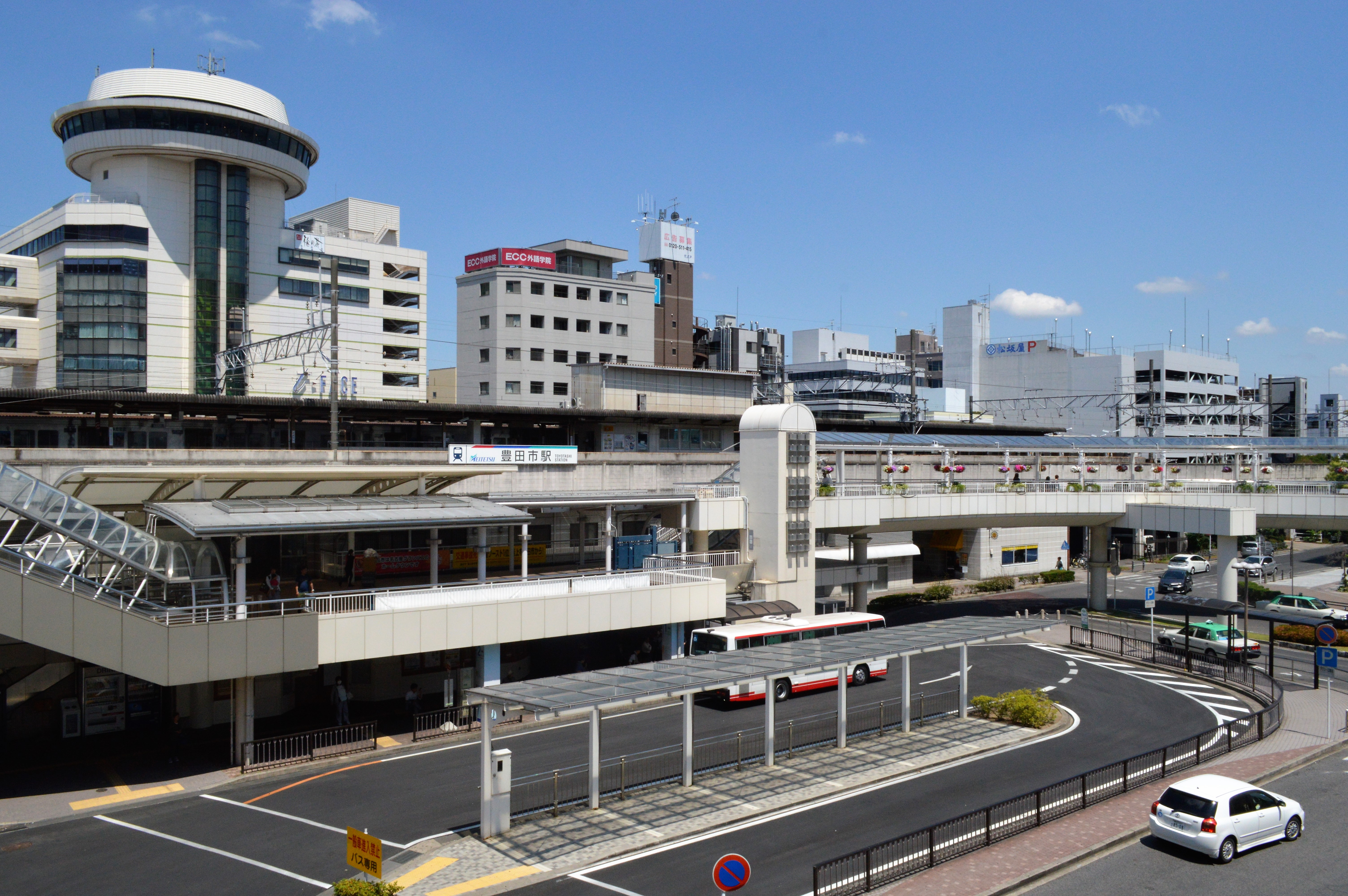
Bahnhof Toyotashi
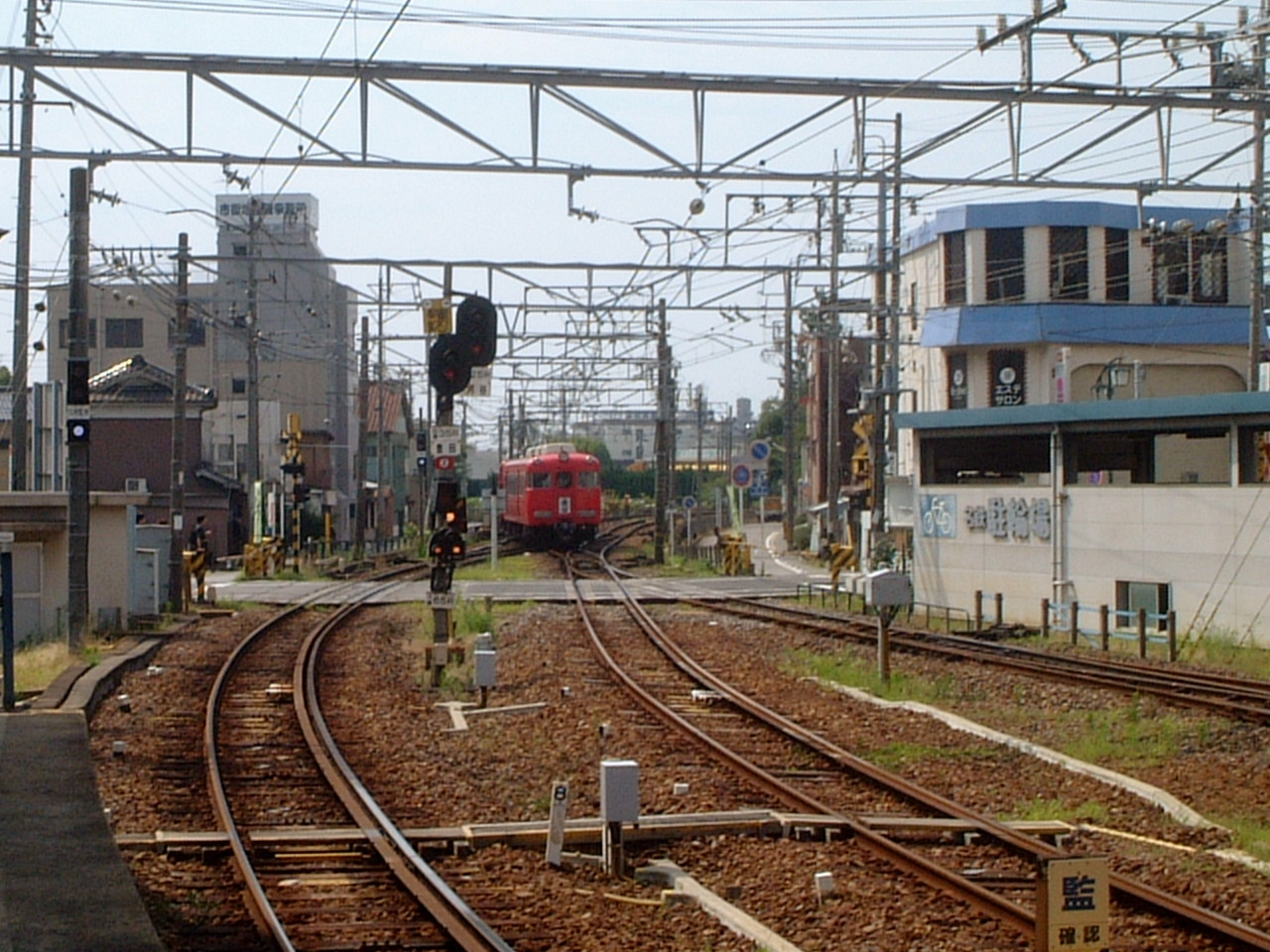
Einfahrt in den Bahnhof Chiryū
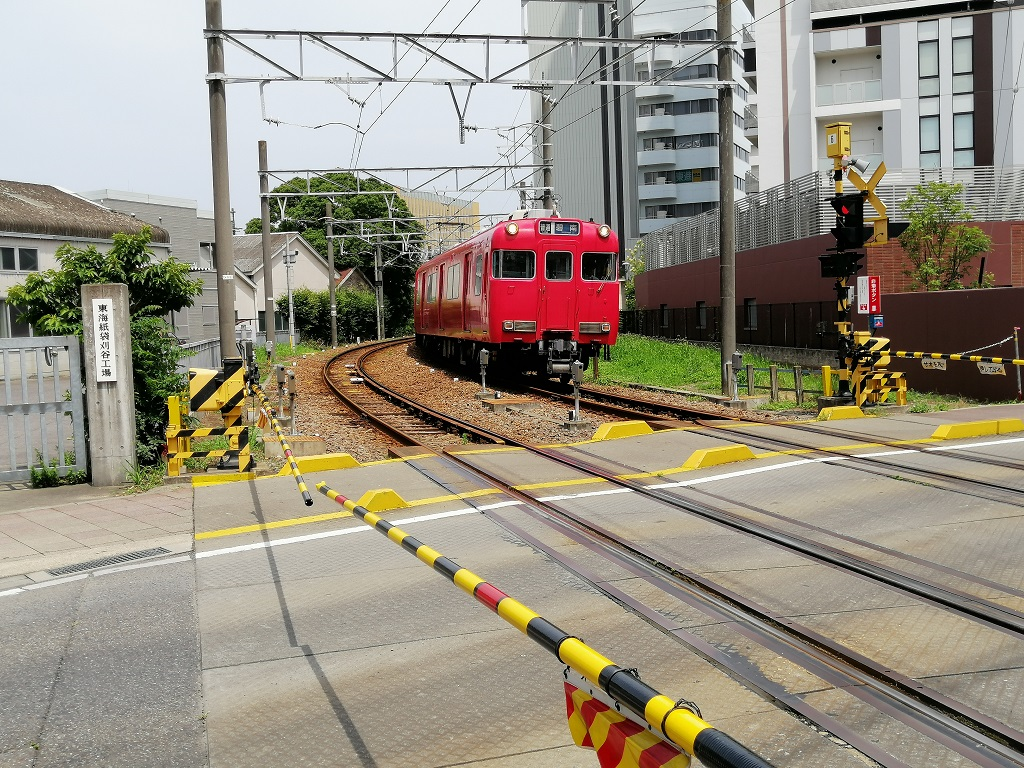
Bahnübergang bei Kariya
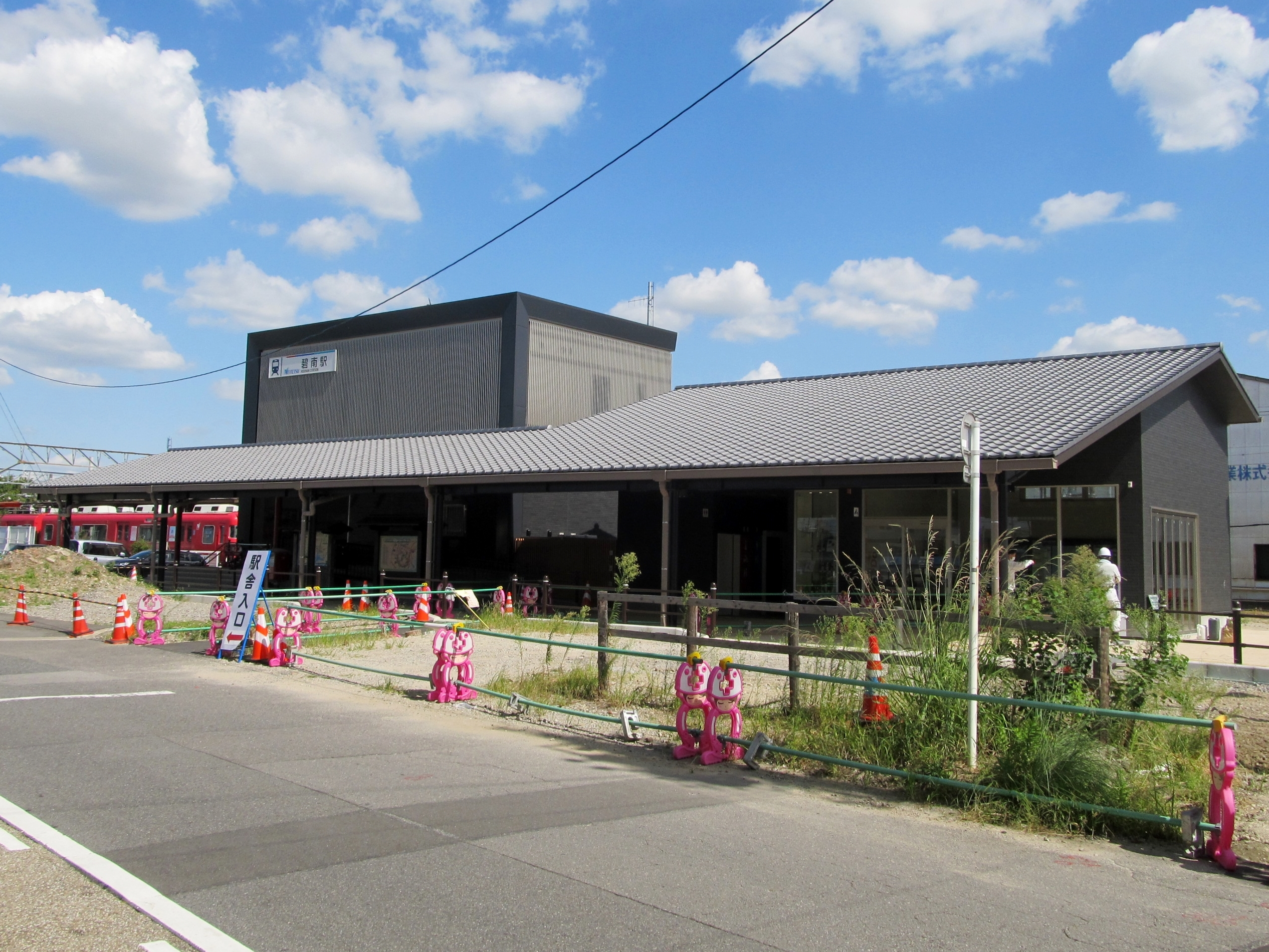
Bahnhof Hekinan

## Geschichte

Emblem der Mikawa Tetsudō

### Planung und Streckenbau
Im November 1910 kamen 31 Personen in Kariya zusammen, um die Gründung der Hekikai Keibentetsudō vorzubereiten. Diese sollte eine dampfbetriebene Kleinbahn mit einer Spurweite von 762 mm errichten, die Ōhama mit der Tōkaidō-Hauptlinie in Chiryū verbinden sollte. Eine entsprechende Baugenehmigung wurde im Juli 1911 erteilt. Nur einen Monat später erhielt die Chikyō Keibentetsudō die Genehmigung für den Bau einer Kleinbahn von Chiryū nach Koromo (heute zu Toyota gehörend). Da die Besitzverhältnisse beider Gesellschaften teilweise deckungsgleich waren, kamen die Aktionäre überein, sich per 30. Mai 1912 zur Mikawa Tetsudō (kurz Mikatetsu) zusammenzuschließen. Ebenso fiel der Beschluss, die Spurweite auf die übliche Kapspur (1067 mm) zu ändern.

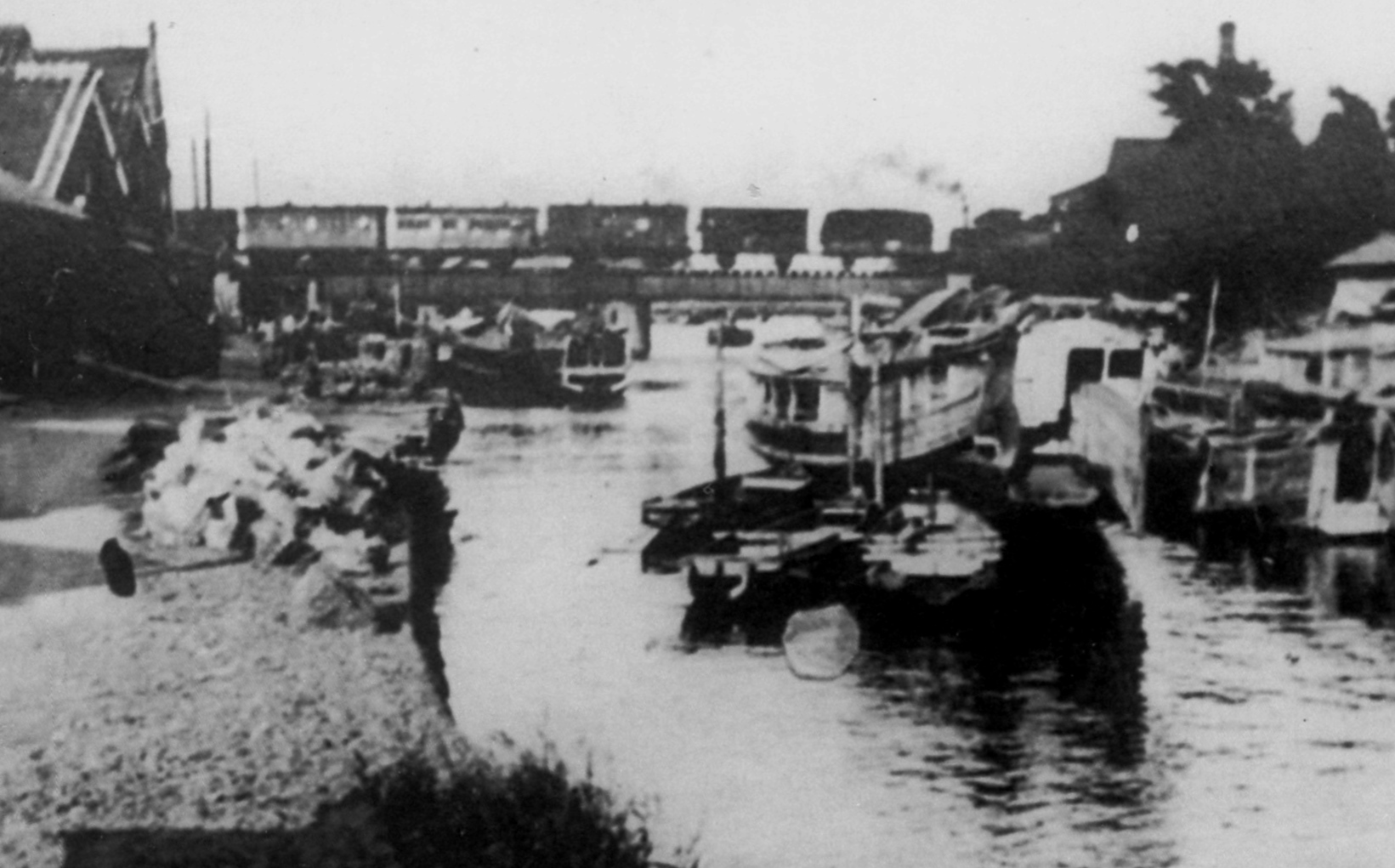
Dampfzug der Mikawa Tetsudō auf der Takahama-Brücke (1914)

Das Unternehmen begann im Januar 1913 mit den Bauarbeiten an der Strecke vom Bahnhof Kariya nach Ōhamakō (heute Bahnhof Hekinan), auch wenn diese aufgrund der Rezession nur langsam voranschritten. Die Eröffnung dieses Abschnitts erfolgte am 5. Februar 1914. Der Abschnitt zwischen Kariya und dem Bahnhof Chiryū (heute Mikawa Chiryū) folgte am 28. Oktober 1915. Nachdem es gelungen war, das finanziell angeschlagene Unternehmen zu sanieren, schlug die Geschäftsleitung der Mikatetsu im November 1916 eine Verlängerung von Mikawa Chiryū nach Sanage vor. Die Aktionäre waren mit dem Plan einverstanden und genehmigten zu diesem Zweck eine Kapitalerhöhung. Die Verlängerung der Strecke ging in mehreren Etappen in Betrieb: am 5. Juli 1920 von Mikawa Chiryū nach Tsuchihashi, am 31. August 1920 nach Uwa Goromo, am 1. November 1920 nach Koromo (heute Toyotashi), am 17. Januar 1922 nach Koshido und am 31. Oktober 1924 nach Sanage.
Nach einer weiteren Kapitalerhöhung im Februar 1924 beschloss die Mikatetsu, ihre Strecke an beiden Enden nach Asuke bzw. nach Gamagōri zu verlängern sowie die bestehende Strecke zu elektrifizieren. Die Umstellung auf elektrischen Betrieb zwischen Ōhamakō und Sanage erfolgte am 5. Februar 1926. Am südlichen Ende verkehrten die Züge ab 1. September 1926 über Ōhamakō hinaus nach Matsukijima und am 25. August 1926 nach Kira Yoshida. Am nördlichen Ende verliefen die Bauarbeiten zunächst ebenfalls problemlos. Die Strecke wurde am 26. August 1927 von Sanage nach Shidare verlängert, am 17. September 1927 nach Mikawa Hirose und am 22. Januar 1928 nach Nishi-Nakagane. Obwohl unmittelbar darauf die Arbeiten an der Verlängerung nach Asuke aufgenommen worden waren, konnte dieser Abschnitt wegen der Auswirkungen der Weltwirtschaftskrise, der schlechten finanziellen Lage des Unternehmens und des Pazifikkriegs nie vollendet werden.

### Fusion mit Meitetsu und Ausbau
1931 war die Übernahme der Mikatetsu durch die Aichi Denki Tetsudō (Aiden) an unüberbrückbaren Differenzen gescheitert. Zehn Jahre später kam sie durch die Vermittlung des Eisenbahnministeriums, die ohnehin eine Konsolidierung des Eisenbahnwesens mittels weitreichender Fusionen anstrebte, doch noch zustande. Am 1. Juni 1941 ging die Mikatetsu in der Meitetsu auf, der Nachfolgegesellschaft der Aiden, gleichzeitig erhielt die Strecke die Bezeichnung Mikawa-Linie. Kurz vor Kriegsende schoss ein amerikanischer P-51-Kampfjet am 14. August 1945 auf einen Zug, der gerade dabei war, in den Bahnhof Takemura einzufahren; dabei wurden zwei Menschen getötet und 75 weitere schwer verletzt.
Eine neu errichtete Verbindungskurve bei Chiryū ermöglichte ab 17. September 1950 Direktverbindungen zwischen der Meitetsu Nagoya-Hauptlinie und dem südlichen Teil der Mikawa-Linie. Dennoch blieb die Situation unbefriedigend, da von der Nagoya-Hauptlinie zur nördlichen Sektion der Mikawa-Linie weiterhin keine Gleisverbindung bestand, mit Ausnahme zweier umständlicher Spitzkehren über Ushida. Ebenso hielten die Züge in Bahnhöfen, die rund hundert Meter auseinander lagen; jene der Nagoya-Hauptlinie in Higashi-Chiryū und jene der Mikawa-Linie in Mikawa Chiryū. An der Nagoya-Hauptlinie ließ die Bahngesellschaft deshalb den neuen Bahnhof Chiryū errichten, der am 1. April 1959 in Betrieb ging. Sowohl die Nord- als auch die Südsektion der Mikawa-Linie werden seither von Osten her in diesen Bahnhof geführt. Dies hatte zur Folge, dass die Mikawa-Linie seither betrieblich zweigeteilt ist und die durchgehenden Verbindungen zwischen der nördlichen und der südlichen Sektion aufgegeben wurden. Andererseits entfernte man 1975 das direkte Gleis zwischen der Südsektion und Mikawa Chiryū.

### Rationalisierung durch Teilstilllegung

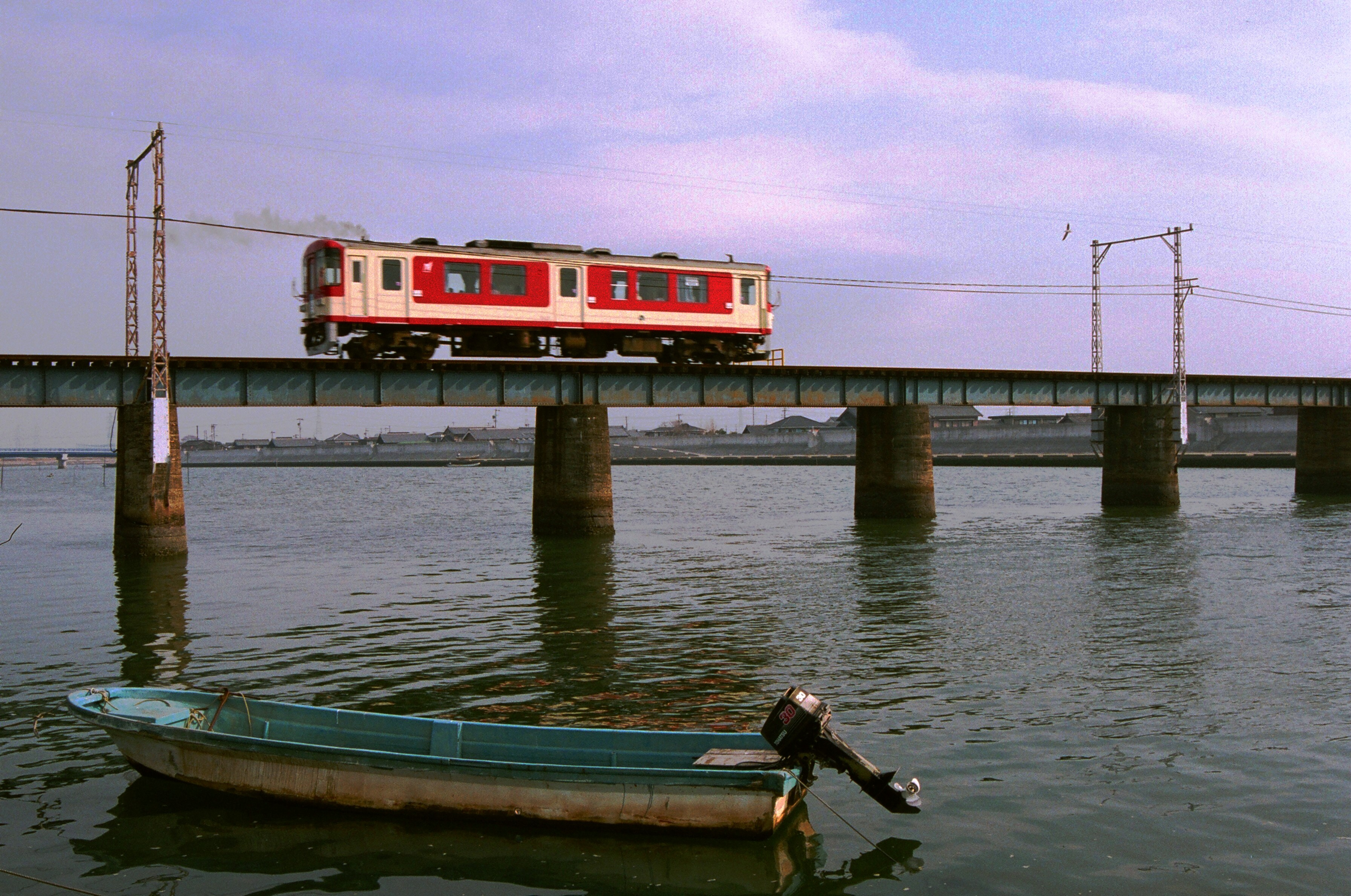
Dieseltriebwagen auf der stillgelegten Yahagi-furukawa-Brücke (2003)

Angesichts der zunehmenden Zahl verkehrender Züge und der damit verbundenen Kapazitätsengpässe schien es angebracht, die bisher vollständig eingleisige Mikawa-Linie punktuell zweigleisig auszubauen. Als erster ein zweites Gleis erhielt am 11. April 1976 der Abschnitt zwischen Chiryū und Shigehara, gefolgt von Kariya–Kariyashi am 14. Dezember 1980 und Umetsubo–Toyotashi am 1. Oktober 1986. Allerdings waren die in dünn besiedelten ländlichen Regionen liegenden Streckenenden stark defizitär. Als Sparmaßnahme setzte die Meitetsu ab 14. März 1985 auf dem Teilstück zwischen Sanage und Nishi-Nakagane Einzel-Dieseltriebwagen im Einmannbetrieb ein und entfernte dort anschließend die Oberleitung. Von der gleichen Maßnahme betroffen war am 1. Juli 1990 auch der Abschnitt zwischen Hekinan und Kira Yoshida. Andererseits erfolgte die schrittweise Einführung des Viertelstundentaktes zwischen Chiryū und Sanage sowie zwischen Chiryū und Hekinan.
Die anhaltende Landflucht hatte zur Folge, dass die äußeren Streckenenden trotz des Einsatzes von Dieseltriebwagen weiterhin verlustbringend waren und in hohem Maße quersubventioniert werden mussten. Darüber hinaus bestand dringender Sanierungsbedarf. Im März 2000 gab die Meitetsu-Geschäftsführung die baldige Stilllegung aller Strecken bekannt, die eine Benutzungsfrequenz von weniger als 2000 Fahrgästen täglich aufwiesen. Betroffen waren sechs Abschnitte, darunter die beiden Streckenenden der Mikawa-Linien. Die Stilllegung der Abschnitte Sanage–Nishi-Nakagane und Hekinan–Kira Yoshida sowie deren Ersatz durch Buslinien erfolgte schließlich am 1. April 2004.

## Liste der Bahnhöfe

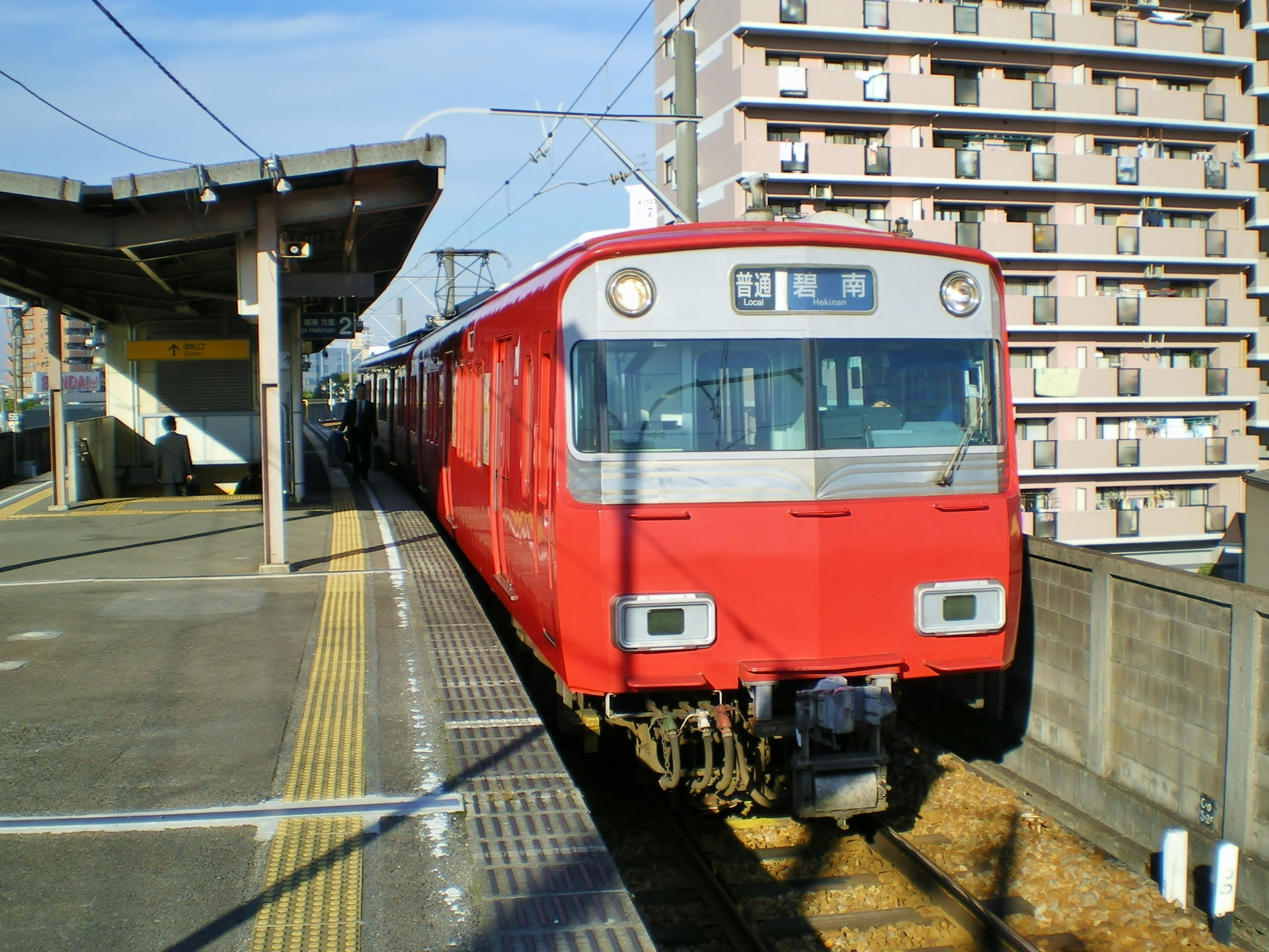
Triebzug der Baureihe 6800 im Bahnhof Kariyashi

### In Betrieb
| Name | Name                         | km   | Anschlusslinien            | Lage   | Ort      |
| ---- | ---------------------------- | ---- | -------------------------- | ------ | -------- |
| MY11 | Sanage (猿投)                | 00,0 |                            | Koord. | Toyota   |
| MY10 | Hiratobashi (平戸橋)         | 01,1 |                            | Koord. | Toyota   |
| MY09 | Koshido (越戸)               | 02,2 |                            | Koord. | Toyota   |
| MY08 | Umetsubo (梅坪)              | 04,2 | Meitetsu Toyota-Linie      | Koord. | Toyota   |
| MY07 | Toyotashi (豊田市)           | 05,6 | Aichi-Ringlinie            | Koord. | Toyota   |
| MY06 | Uwa Goromo (上挙母)          | 07,4 |                            | Koord. | Toyota   |
| MY05 | Tsuchihashi (土橋)           | 10,2 |                            | Koord. | Toyota   |
| MY04 | Takemura (竹村)              | 12,8 |                            | Koord. | Toyota   |
| MY03 | Wakabayashi (若林)           | 15,1 |                            | Koord. | Toyota   |
| MY02 | Mikawa Yatsuhashi (三河八橋) | 17,5 |                            | Koord. | Toyota   |
| MY01 | Mikawa Chiryū (三河知立)     | 20,6 |                            | Koord. | Chiryū   |
| NH19 | Chiryū (知立)                | 21,3 | Meitetsu Nagoya-Hauptlinie | Koord. | Chiryū   |
| MU01 | Shigehara (重原)             | 23,5 |                            | Koord. | Chiryū   |
| MU02 | Kariya (刈谷)                | 25,2 | Tōkaidō-Hauptlinie         | Koord. | Kariya   |
| MU03 | Kariyashi (刈谷市)           | 26,8 |                            | Koord. | Kariya   |
| MU04 | Ogakie (小垣江)              | 29,4 |                            | Koord. | Kariya   |
| MU05 | Yoshihama (吉浜)             | 31,4 |                            | Koord. | Takahama |
| MU06 | Mikawa Takahama (三河高浜)   | 33,3 |                            | Koord. | Takahama |
| MU07 | Takahama-minato (高浜港)     | 34,3 |                            | Koord. | Takahama |
| MU08 | Kita-Shinkawa (北新川)       | 36,1 |                            | Koord. | Hekinan  |
| MU09 | Shinkawa-machi (新川町)      | 37,1 |                            | Koord. | Hekinan  |
| MU10 | Hekinan-chūō (碧南中央)      | 38,2 |                            | Koord. | Hekinan  |
| MU11 | Hekinan (碧南)               | 39,8 |                            | Koord. | Hekinan  |

### Stillgelegte Streckenabschnitte

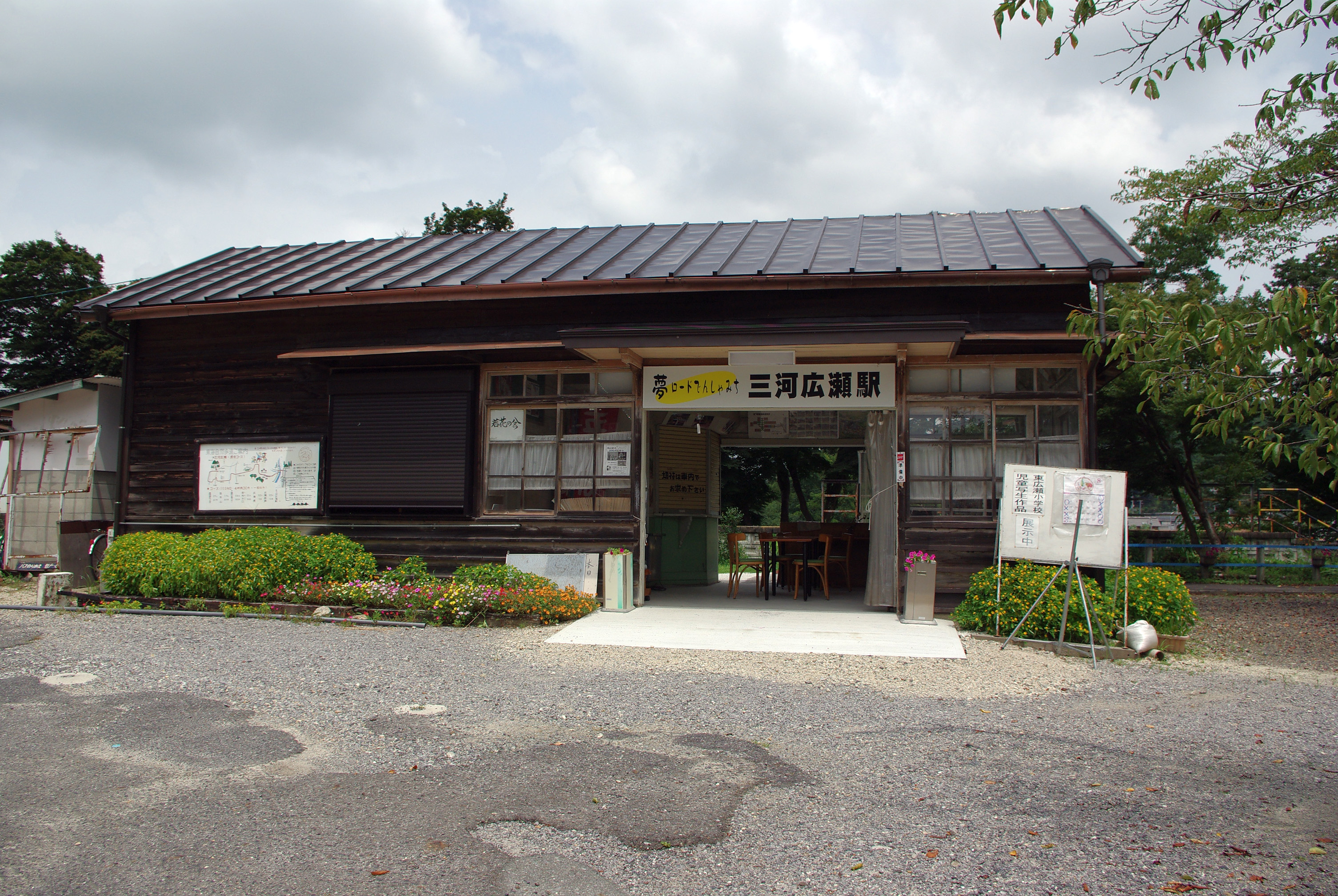
Das frühere Empfangsgebäude in Mikawa Mifune ist als Baudenkmal geschützt

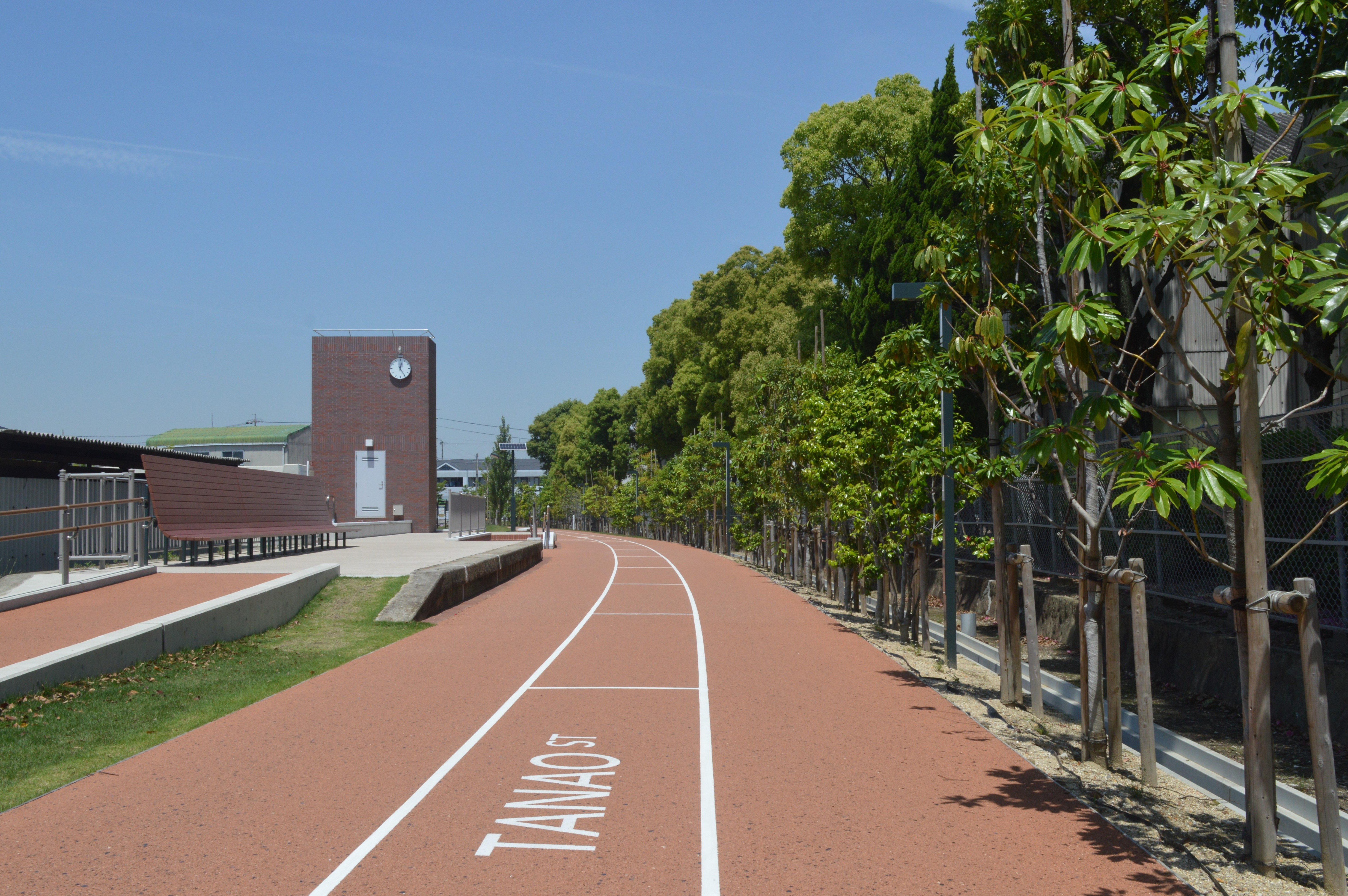
Der frühere Bahnhof Tanao mit Radweg

| Name                      | km   | Lage   | Ort     |
| ------------------------- | ---- | ------ | ------- |
| Hekinan (碧南)            | 00,0 |        | Hekinan |
| Tamatsu-ura (玉津浦)      | 00,7 | Koord. | Hekinan |
| Tanao (棚尾)              | 01,6 | Koord. | Hekinan |
| Mikawa Asahi (三河旭)     | 02,3 | Koord. | Hekinan |
| Nakabata (中畑)           | 03,8 | Koord. | Nishio  |
| Mikawa Heisaka (三河平坂) | 04,8 | Koord. | Nishio  |
| Mikawa Kusu (三河楠)      | 05,9 | Koord. | Nishio  |
| Terazu (寺津)             | 07,9 | Koord. | Nishio  |
| Nishi-Ishiki (西一色)     | 10,2 | Koord. | Nishio  |
| Mikawa Ishiki (三河一色)  | 11,7 | Koord. | Nishio  |
| Matsukijima (松木島)      | 13,7 | Koord. | Nishio  |
| Kira Yoshida (吉良吉田)   | 16,4 | Koord. | Nishio  |

| Name                     | km   | Lage   | Ort    |
| ------------------------ | ---- | ------ | ------ |
| Nishi-Nakagane (西中金)  | 00,0 | Koord. | Toyota |
| Mikawa Hirose (三河広瀬) | 01,5 | Koord. | Toyota |
| Shidare (枝下)           | 04,5 | Koord. | Toyota |
| Mikawa Mifune (三河御船) | 05,8 | Koord. | Toyota |
| Sanage (猿投)            | 08,6 |        | Toyota |